# Pico do Landroal
Pico do Landroal também conhecido por Cabeço do Landroal é uma elevação portuguesa localizada no concelho das Lajes do Pico, ilha do Pico, arquipélago dos Açores.
Este acidente geológico tem o seu ponto mais elevado a 887 metros de altitude acima do nível do mar. Nas imediações desta elevação encontra-se a Lagoa do Landroal, o Cabeço da Rocha, o Cabeço do Mistério e o Cabeço do Évora.